# 南水北調
南水北調（なんすいほくちょう、中国語: 南水北调工程）は、中華人民共和国の南方地域の水を北方地域に送り慢性的な水不足を解消するプロジェクト。総投資額は約5,000億元であり、規模は三峡ダムを超えた史上最大の工事の1つとされる。第10次5カ年計画の一環で西気東輸、西電東送、青蔵鉄道とともに、西部大開発の目玉プロジェクトとして位置づけられる。

## 南水北調の始まり
古くから中国の北は水が少なく、そのために北では小麦が、南では水稲が主食だった（北麦南稲）。昔の交通手段も「南船北馬」と言われる如く北は馬が中心であるが南は船が中心だった（秦嶺・淮河線）。
1952年10月30日に毛沢東は“南方水多，北方水少，如有可能，借點水來也是可以的”（南方は水が多いが、北方は水が少ない。できるのであれば、南方の水を借りればよい）と大胆な構想を発表した。

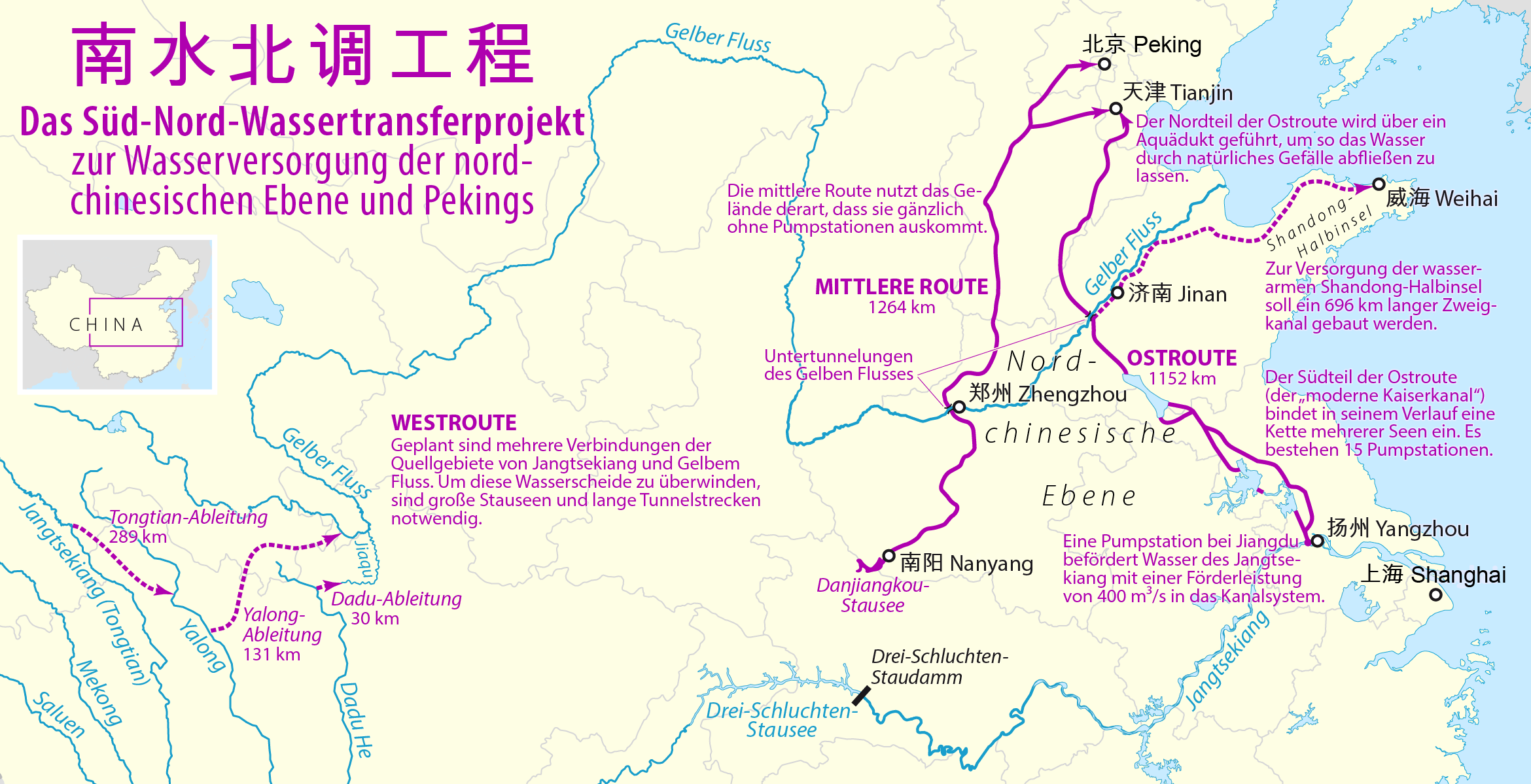
南水北調プロジェクトのルート

それ以来、中国政府は多くの専門家を集めて50年間にわたり調査・研究を行ってきた。数々の案を検討・議論した結果、南水北調は長江の上流、中流、下流からそれぞれ取水し、西北地区と華北地区の各地に引水する東線、中央線、西線の3ルートの案を決定した。2002年12月27日、当時の国務院総理朱鎔基によって着工を宣言された。

## 東線工事

### 工事の概要
東線工事は3期に分けて実施される。2002年12月27日に着工された。2013年12月8日、通水が行われた。
長江下流の江蘇省揚州市より長江の水を引いて、京杭大運河とその平行の河道を利用してポンプで揚水して北方に送水する。さらに洪沢湖、駱馬湖、南四湖、東平湖とも連結して水を蓄えたり水量調節を行う。
東平湖を出た後、水路は2つに分かれ一つは北方に向かい、位山の付近にてトンネルを経て黄河に合流して河北省から天津市にまで到達、長さは1,156kmになる。もう一つは東に向かい、山東省北部の平原を経由して、青島市と山東半島の煙台市、威海市まで達し長さは701kmになる。

### 主な工事
- 輸水工事
  - 輸水水路建設工事
  - ポンプハウス建設工事
  - 黄河横断工事
- 貯水工事
- 電力供給工事

### メリットとデメリット
メリット
取水口が長江の下流にあるため、取水量が期待でき、また生態環境の影響も少ない。既にある河道や湖が利用できるため、建設費用が少なくて済み、工期も短縮できる。
デメリット
取水に大量の電力が必要になり、運転コストがかかる。汚染を受けているため水質が悪い。

## 中央線工事

### 工事の概要
2003年12月31日に着工された。2014年に1432kmが完成、12月12日に通水が行われた。
長江中流の支流である漢江の丹江口ダムより取水して、唐白河平原北部、黄淮海平原の西部を経て、鄭州市西部の孤柏嘴で黄河を横断し北上する。経路は伏牛山と太行山山前平原を通り、また長江、淮河、黄河、海河を越える。
中央線の最初の水門は南陽市の陶岔渠である。新しく立体交差式の水路を建設し、全線は自然流下法を採る。最終的には北京市と天津市まで伸び、全長は1246Kmになる。そのうち黄河より南が462kmを占め、黄河より北が774kmとなる。黄河を横断する部分は10kmになる。また天津市内の主水路は144km。
中央ルート第1期工事の完成によって、1200万人を超える北京市民が水道水などの供給による恩恵を受けた。

### 主な工事
- 水源地区工事
  - 丹江口水利施設接続工事
  - 漢江中流下流補足工事
- 輸水工事
  - 輸水水路建設工事
  - 黄河横断工事

### メリットとデメリット
メリット
水質がよく、供給範囲が広い。地形の南高北低を利用して、自然流下させることができるため、運転コストが節約できる。
デメリット
長い輸水路を建設する必要があり、多大な労力が必要になる。結果的に建設には11年かかり、33万人の住民が移転を余儀なくされた。総工費は330億ドル。

## 西線工事
長江上流の通天河と支流の雅礱江、大渡河上流地域にてダムを建設して、長江と黄河の分水嶺・巴顔喀拉山脈（バヤンハル山脈）に輸水トンネルを掘り、長江上流の水を黄河上流に引く。この工事により青海省、甘粛省、寧夏回族自治区、内モンゴル自治区、陝西省、山西省等の黄河上中流域と渭河関中平原の水不足解消が見込まれる。
ただし、長江と黄河の高低差が80m - 450mあり、長江から水を送るためには高さ200m以上の規模のダムかポンプによる水の汲み上げが必要であり、長さ100kmのトンネルを開削しなければならない。さらに海抜3,000 - 5,000mの高原地帯に水路が位置しており工事作業者の高山病が心配される。また断層地帯に重なるため地震の危険などもあり、最も困難な工事になることが予想されるため、現在もまだ検討段階である。

## 工事の主なデータ
|                                     | 東線                                                        | 中央線                                                | 西線         |
| ----------------------------------- | ----------------------------------------------------------- | ----------------------------------------------------- | ------------ |
| 投資金額 (億人民元)                 | 概算：320 （そのうち一期工事投資額 180、汚染処理投資額140） | 概算：400                                             | 概算：468.93 |
| 土石量 (億立方メートル)             | 7.76                                                        | 土採掘量：6.0 石採掘量：0.6 土石埋め戻し、建築量：2.3 | —            |
| コンクリート使用量 (万立方メートル) | 529                                                         | 1583                                                  | —            |
| 鉄筋・鋼材 (万トン)                 |                                                             | 70                                                    | —            |
| 永久的土地使用面積 (万ムー)         |                                                             | 42.2 (ダム面積を含む)                                 | —            |
| 一時土地使用面積 (万ムー)           | 33.91                                                       | 11                                                    | —            |
| 取水量 (立方メートル/秒)            | 計画：1000 初期：600 - 525                                  |                                                       |              |

## 南水北調工事の論争と対策
南水北調工事が発表されてから、多くの論争を巻き起こした。
反対者は主に、巨額の工事費がかかり、多くの住民の移動問題にかかわり、供水量の少なかった場合の経済効果、供水量の多かった場合、渇水期の長江の水不足、またそれに伴う長江河川の船の航行の影響、長江河口の潮の塩分濃度（塩水くさびの影響）の増加、さらに生態系への影響を懸念する。
賛成者は、長江の水量は毎年海に大量に流れ込むほど豊富にあり、一部分の水を北の渇水地区に回せば、渇水の問題は解決し、またマイナス面での影響も防止策や、補償、総合的な整備を行うことによって、最低限に抑えることができるとみている。